# Aphanorrhegma
Aphanorrhegma là một chi rêu trong họ Funariaceae.